# Hampsonodes atrosignata
Hampsonodes atrosignata là một loài bướm đêm trong họ Noctuidae.